# Pithecopus nordestinus
Pithecopus nordestinus és una espècie de granota de la família dels hílids. És endèmica del Brasil. Va ser descrit com Phyllomedusa nordestina el 2006 per Caramaschi i reclassificat en el gènere Pithecopus el 2016.

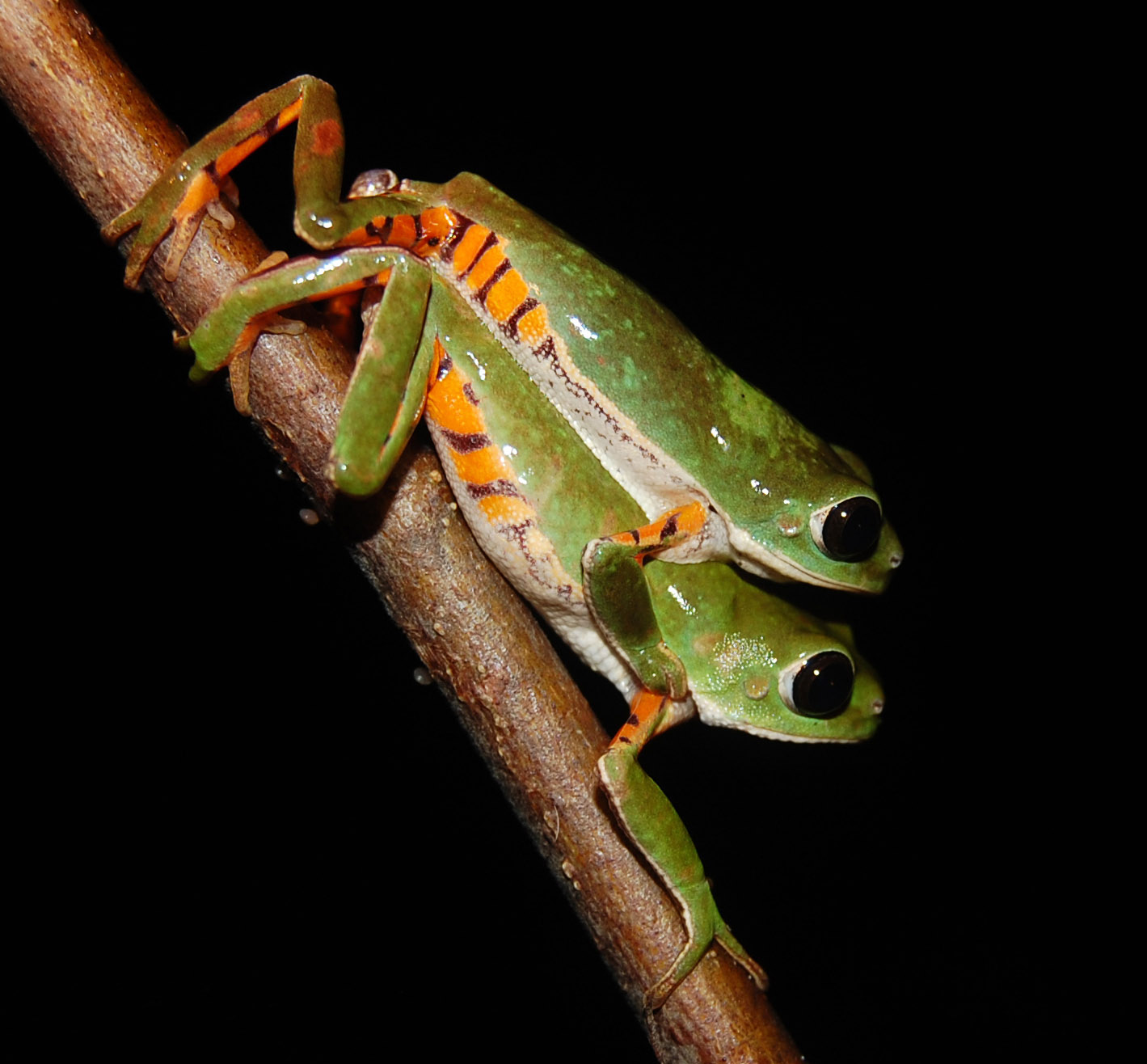

És una granota arbòria. Mesura uns 3,0 a 4,0 cm de llarg i és majoritàriament de color verd llimona, que cobreix tota l'esquena, de color blanc a l'abdomen i taronja amb ratlles negres a les parts interiors de les potes. posterior i davanter. Poden practicar mimetisme, adquirint diferents tonalitats de verd fins i tot al marró, segons la superfície on s'estan. Per això són pràcticament invisibles per als depredadors.
Aquesta granota d'arbre se sol mantenir com a afició a tot el món, on popularment se'ls anomena granotes micos. Al Brasil, la seva creació encara està prohibida per les agències governamentals.

## Distribució
El nord-est del Brasil al sud del riu São Francisco des de Sergipe, Bahia, i fins al nord-est de Goiás i el centre de Minas Gerais; una població aparentment aïllada al municipi d'Aracruz, estat d'Espirito Santo, Brasil.
Espècie recent, no hi ha prou data per a avaluar el seu estat de conservació. Com altres Pithecopus, són sovint l'objectiu de la biopirateria.